# Zarumilla
Zarumilla es una ciudad peruana capital del distrito y de la provincia homónimos en el departamento de Tumbes. Se encuentra ubicada a 25 km de la ciudad de Tumbes y a 4 km del distrito de Aguas Verdes.
En sus alrededores se llevó a cabo la histórica batalla de Zarumilla, el día 24 de julio de 1941 durante la guerra peruano-ecuatoriana, donde el Perú, logró una importante victoria militar frente al Ecuador.

## Demografía

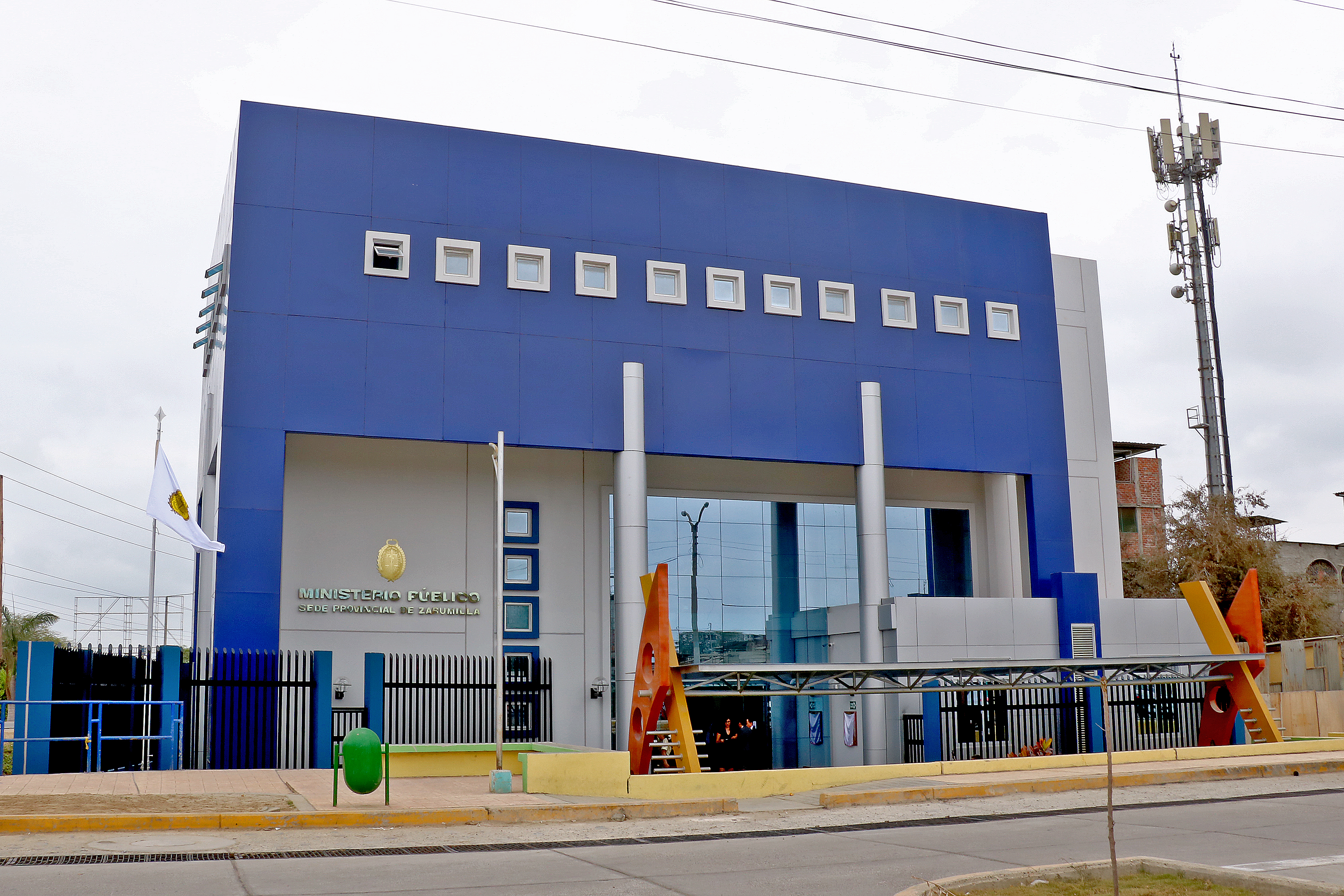
Sede del Ministerio Público en la ciudad.

En 2017 Zarumilla tenía una población de 21 409 habitantes.
| Gráfica de evolución demográfica de Zarumilla entre 1993 y 2017 |
|                                                                 |
| Fuentes: Población 1993 y 2017                                  |

## Geografía
Zarumilla se encuentra a 11 m s. n. m., se encuentra ubicada al norte de Tumbes cerca de la frontera con Ecuador.
Posee más de 40 mil habitantes de los cuales 22 mil son votantes y es considerada como la única provincia fronteriza peruana que ganó una batalla, la Batalla de Zarumilla, realizada el 24 de julio de 1941.

### Clima
El clima de Zarumilla es de sabana tropical teniendo una estación con lluvias durante el verano y seca durante el invierno similar al clima monzónico, sin embargo la cantidad de lluvia se está incrementando debido al calentamiento global especialmente durante la estación lluviosa. En Zarumilla, la temperatura media anual es de 25.3 °C. La precipitación es de 760 mm al año. Aunque debido al fenómeno del niño puede variar todos los años.
| Parámetros climáticos promedio de Zarumilla, Tumbes.                                                                                               | Parámetros climáticos promedio de Zarumilla, Tumbes. | Parámetros climáticos promedio de Zarumilla, Tumbes. | Parámetros climáticos promedio de Zarumilla, Tumbes. | Parámetros climáticos promedio de Zarumilla, Tumbes. | Parámetros climáticos promedio de Zarumilla, Tumbes. | Parámetros climáticos promedio de Zarumilla, Tumbes. | Parámetros climáticos promedio de Zarumilla, Tumbes. | Parámetros climáticos promedio de Zarumilla, Tumbes. | Parámetros climáticos promedio de Zarumilla, Tumbes. | Parámetros climáticos promedio de Zarumilla, Tumbes. | Parámetros climáticos promedio de Zarumilla, Tumbes. | Parámetros climáticos promedio de Zarumilla, Tumbes. | Parámetros climáticos promedio de Zarumilla, Tumbes. |
| Mes | Ene.                                                 | Feb.                                                 | Mar.                                                 | Abr.                                                 | May.                                                 | Jun.                                                 | Jul.                                                 | Ago.                                                 | Sep.                                                 | Oct.                                                 | Nov.                                                 | Dic.                                                 | Anual                                                |
| --- | ---------------------------------------------------- | ---------------------------------------------------- | ---------------------------------------------------- | ---------------------------------------------------- | ---------------------------------------------------- | ---------------------------------------------------- | ---------------------------------------------------- | ---------------------------------------------------- | ---------------------------------------------------- | ---------------------------------------------------- | ---------------------------------------------------- | ---------------------------------------------------- | ---------------------------------------------------- |
| Temp. máx. media (°C) | 31.2                                                 | 31.3                                                 | 31.6                                                 | 31.6                                                 | 30.8                                                 | 28.9                                                 | 27.8                                                 | 27.0                                                 | 27.0                                                 | 27.6                                                 | 28.3                                                 | 29.8                                                 | 29.4                                                 |
| Temp. media (°C) | 26.75                                                | 26.85                                                | 27.05                                                | 26.9                                                 | 26.35                                                | 24.9                                                 | 23.85                                                | 23.25                                                | 23.35                                                | 23.85                                                | 24.35                                                | 25.55                                                | 25.3                                                 |
| Temp. mín. media (°C) | 22.3                                                 | 22.4                                                 | 22.5                                                 | 22.2                                                 | 21.9                                                 | 20.9                                                 | 19.9                                                 | 19.5                                                 | 19.7                                                 | 20.1                                                 | 20.4                                                 | 21.3                                                 | 21.1                                                 |
| Precipitación total (mm) | 91                                                   | 187                                                  | 208                                                  | 123                                                  | 56                                                   | 15                                                   | 9                                                    | 3                                                    | 8                                                    | 11                                                   | 19.0                                                 | 41                                                   | 771                                                  |
| Fuente: Climate-data.org (https://es.climate-data.org/location/50998/); The Weather Channel (https://weather.com/es-US/tiempo/hoy/l/PEXX0597:1:PE) |                                                      |                                                      |                                                      |                                                      |                                                      |                                                      |                                                      |                                                      |                                                      |                                                      |                                                      |                                                      |                                                      |

## Límites
Limita al norte y al oeste con el golfo de Guayaquil (océano Pacífico), al sur con el distrito de Papayal, al este con el distrito de Aguas Verdes.

## Deporte

### Fútbol
Es el principal deporte practicado en la ciudad, al igual que en el resto del país, a partir del 2025 el Club Sport Bolognesi participara en el futbol profesional en la Liga 3.
| Equipo                | Fundación               | Estadio             | Liga      |
| --------------------- | ----------------------- | ------------------- | --------- |
| Sport Zarumilla       | 31 de diciembre de 1919 | Estadio 28 de Julio | Copa Perú |
| Sport Bolognesi       | 15 de julio de 1938     | Estadio 28 de Julio | Liga 3    |
| Deportivo Ferrocarril | 12 de febrero de 1950   | Estadio 28 de Julio | Copa Perú |

### Escenarios deportivos
El principal recinto deportivo para la práctica de este deporte es el Estadio 28 de Julio, con una capacidad de 10 000 espectadores.